# Tratado de paz franco-tailandés de 1946
El Acuerdo de Solución de Conflictos entre Francia y Siam fue celebrado en Washington D. C. el 17 de noviembre de 1946 para resolver las consecuencias de la guerra franco-tailandesa de 1940-1941. Este conflicto había surgido entre Tailandia (entonces conocido como Siam) y las fuerzas coloniales francesas en Indochina. El acuerdo puso fin formalmente a las hostilidades entre ambos países y abordó temas territoriales y políticos pendientes. Entró en vigor el mismo día de su firma y posteriormente fue registrado en la Serie de Tratados de las Naciones Unidas el 16 de octubre de 1959.

## Causas
Tras la ocupación alemana de Francia en 1940, el control francés sobre sus colonias en Asia Oriental se debilitó significativamente. Esto permitió al Imperio japonés aprovechar la situación y presionar al gobierno de Vichy para firmar acuerdos que permitían el despliegue de fuerzas japonesas en Indochina. Japón tenía planes para usar la región como base en su campaña militar contra el Imperio británico y los Estados Unidos. Como parte de esta estrategia, Japón apoyó las ambiciones del Reino de Siam (Tailandia), que buscaba recuperar territorios perdidos a manos de Francia en Indochina. En octubre de 1940, con el respaldo japonés, estalló la guerra franco-siamesa, un conflicto breve que culminó con la victoria siamesa. El 9 de mayo de 1941, ambos países firmaron un tratado de paz en Tokio, que permitió a Siam anexar partes de Camboya y Laos. Tras la rendición de Japón en agosto de 1945, el gobierno siamés buscó restaurar relaciones con las potencias aliadas para evitar severas sanciones. Con el apoyo de los Estados Unidos, Siam fue tratado con indulgencia en los acuerdos de paz. Ni el Tratado de Paz Anglo-Tailandés ni el Tratado de Paz Australiano-Tailandés despojaron a Siam de su territorio anterior a 1941, lo que permitió al país mantener su integridad territorial, a pesar de su cooperación con Japón durante la guerra.

## El Tratado
En noviembre de 1946, con la mediación de Estados Unidos, se firmó el Tratado de Paz Franco-Siamés, que, aunque no utilizaba explícitamente el término "tratado de paz", contenía las cláusulas necesarias para restablecer las relaciones entre ambos países tras la guerra franco-tailandesa de 1940-1941. El tratado firmado en mayo de 1941, que había otorgado a Siam control sobre territorios en Indochina, fue anulado. El gobierno siamés devolvió a Francia todos los territorios que había conquistado durante la guerra. Las relaciones diplomáticas entre Francia y Siam fueron restablecidas, marcando el final de la disputa territorial. Además, el gobierno francés se comprometió a apoyar la adhesión de Siam a las Naciones Unidas.

## Lectura adicional
- Paloczi-Horvath, George. "Thailand's War with Vichy France." History Today (1995) 45#3 págs 32–39.
- Wong, Ka F. Visions of a Nation: Public Monuments in Twentieth-Century Thailand, White Lotus, Bangkok, 2006.